# Otmar Stock
Otmar Stock (* 19. August 1935; † 11. August 2023 in Friedberg) war ein deutscher Tischtennisspieler. Er nahm an einer Europa- und einer Weltmeisterschaft teil.

## Werdegang
Stock spielte zunächst beim Verein VfB Friedberg Fußball, bevorzugte dann jedoch die Tischtennisabteilung. Als sich diese 1949 auflöste, wechselte er zum TG Friedberg. Mit dessen Herrenmannschaft spielte er zeitweise in der Oberliga Südwest, der damals höchsten deutschen Spielklasse.
1959 wurde Stock für die Individualwettbewerbe der Weltmeisterschaft nominiert. Hier verlor er im Einzel in der ersten Runde gegen Alberto Kurdoglian Betinho (Brasilien). In der anschließenden Trostrunde erreichte er das Achtelfinale. Im Doppel mit dem Belgier Pierre Juliens schied er gegen Tiberiu Kovaci/Adalbert Rethi (Rumänien) aus. Das Mixed mit Annemie Mann wurde von dem japanischen Paar Seiji Narita/Kazuko Yamaizumi besiegt.
Auch bei der Europameisterschaft 1962 in Berlin nahm Stock an den Individualwettbewerben teil. Hier gewann er im Einzel gegen Bert Onnes (Niederlande) und schied in der zweiten Runde gegen den Schweden Tony Larsson aus. Das Doppel mit Klaus Maier kam per Freilos in die zweite Runde, wo es an Bert Onnes/Frans Schoofs (Niederlande) scheiterte. Im Mixed an der Seite von Rosemarie Gomolla überstand er die erste Runde gegen Antonio Osorio/Marilla Santamarina (Portugal), verlor dann jedoch gegen die Deutschen Ernst Gomolla/Ilse Lantermann.
Bei den internationalen deutschen Meisterschaften 1962 kam er im Doppel mit dem Jugoslawen Hrbut ins Halbfinale. Ein Jahr später erreichte er bei den Nationalen deutschen Meisterschaften zusammen mit Wolf Berger das Doppelendspiel.
In der deutschen Rangliste wurde Stock zeitweise auf Platz 10 geführt.
Ende der 1980er Jahre erzielte er einige vordere Platzierungen bei nationalen Seniorenturnieren. Als sich 1999 die Tischtennisabteilung des TG Friedberg auflöste, wechselte er zum TTC Ockstadt, wo er noch lange im Vorstand arbeitete.

## Privat
Stock arbeitete in der Stadtverwaltung Friedberg. Er heiratete 1966. Aus der Ehe ging ein Sohn und eine Tochter hervor.

## Turnierergebnisse
Stock erzielte folgende Turnierergebnisse:
| Verband | Veranstaltung     | Jahr | Ort      | Land | Einzel     | Doppel     | Mixed      | Team |
| ------- | ----------------- | ---- | -------- | ---- | ---------- | ---------- | ---------- | ---- |
| FRG     | Weltmeisterschaft | 1959 | Dortmund | FRG  | letzte 256 | letzte 128 | letzte 128 |      |